# Rentgenoradiometr DP-66

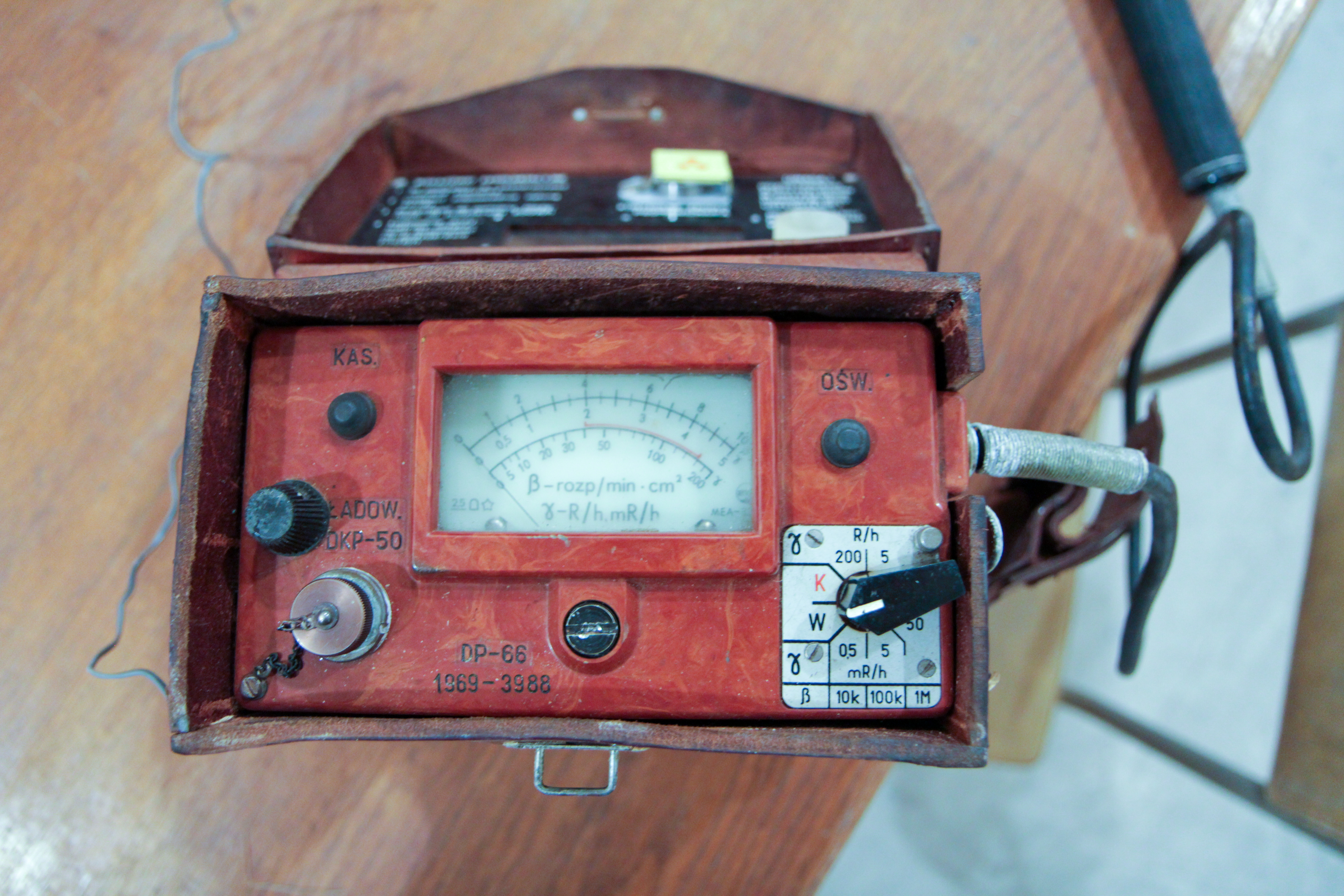
Rentgenoradiometr DP-66 w schronach Huty im. Sendzimira

Rentgenoradiometr DP-66 – polski przyrząd dozymetryczny, używany między innymi w ludowym Wojsku Polskim, przeznaczony do rozpoznawania skażeń promieniotwórczych.

## Charakterystyka przyrządu
Rentgenoradiometr DP-66 jest tranzystorowym przyrządem dozymetrycznym służącym do pomiaru mocy dawki promieniowania w terenie i stopnia skażenia promieniotwórczego różnych powierzchni oraz materiałów. Skonstruowany został przez naukowców Ośrodka Badania Sprzętu Chemicznego pod koniec lat 60. XX w. Był produkowany w Zjednoczonych Zakładach Urządzeń Jądrowych „Polon” i w Zakładach Urządzeń Dozymetrycznych w Bydgoszczy. Sukcesywnie zastępował używane wcześniej rentgenometry D-08 i radiometry RBGT-62; modernizowany następnie do standardu DP‑66M2. Rentgenoradiometry DP-66 pozostawały w wyposażeniu wszystkich pododdziałów wojskowych szczebla „kompania”. Montowane były między innymi w samochodach rozpoznania skażeń BRDM-2rs. W latach 70. XX w. zastępowane były przez rentgenoradiometry DP-75. Służył także do ładowania dozymetrów DKP-50.
Dane taktyczno-techniczne
- Zakres:
  - dla promieniowania beta – od 103 do 107 rozp/min/cm².
  - dla promieniowania gamma – od 0,05 mR/h do 200 R/h.
- zasilanie – bateria wewnętrzna (dwa ogniwa 1,5 V) albo akumulatory o napięciu 3, 6 lub 12 V
- masa całkowita – 6,8 kg,
- masa pulpitu i sondy – 3 kg.